# Route nationale 319
Pour les articles homonymes, voir Route 319.
La route nationale 319, ou RN 319, est une route nationale française reliant le centre de Troyes à La Chapelle-Saint-Luc et à la rocade. Il s'agit de l'ancien tracé de la RN 19 en direction de Paris. Le décret du 5 décembre 2005 prévoit son transfert au département de l'Aube.
Avant la réforme de 1972, la RN 319 reliait le Moulin d'Écalles (communes de La Rue-Saint-Pierre et de Vieux-Manoir) à Formerie, Abancourt à Poix-de-Picardie, Amiens à Arras et Saint-Laurent-Blangy à Carvin, reliant donc les régions rouennaises et lilloises. Elle a été déclassée en RD 919.
Entre Formerie et Abancourt, la RN 319 était en tronc commun avec la RN 316, cette section a été déclassée en RD 316. Entre Poix-de-Picardie et Amiens, la RN 319 était en tronc commun avec la RN 29, cette section a été déclassée en RD 1029. Entre Arras et Saint-Laurent-Blangy, la RN 319 était en tronc commun avec la RN 50, cette section a été déclassée en RD 42 pour l'ancien tracé et en RD 950 pour le nouveau.

## Ancien tracé du Moulin d'Écalles à Carvin

### Du Moulin d'Écalles à Formerie (D 919)

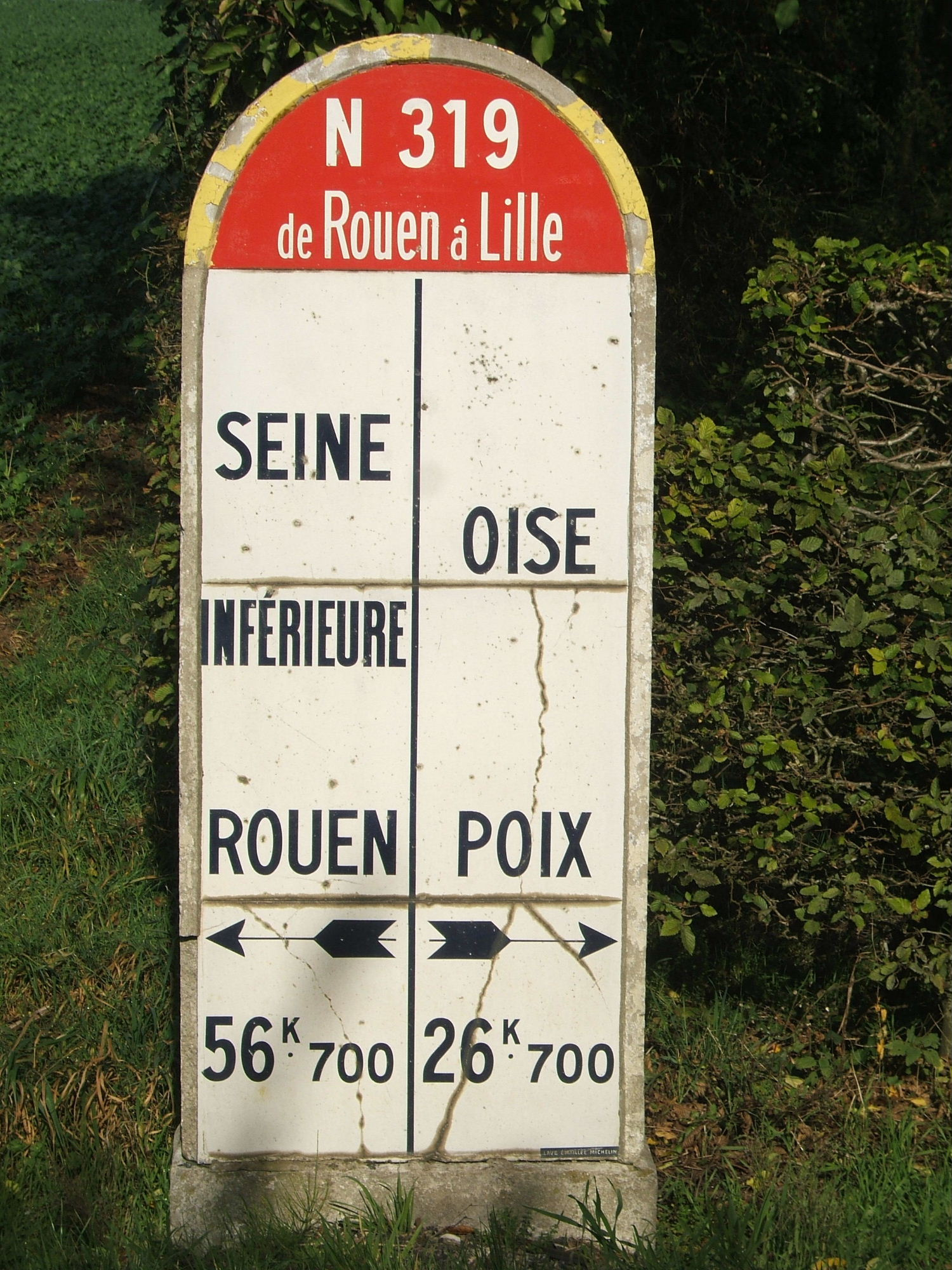
La borne interdépartementale entre la Seine-Inférieure et l'Oise

- Le Moulin d'Écalles (communes de La Rue-Saint-Pierre et de Vieux-Manoir) D 919 (km 0)
- Estouteville (km 4)
- Buchy (km 7)
- Bosc-Bordel (km 10)
- Forges-les-Eaux (km 21)
- Le Thil-Riberpré (Riberpré) (km 25)
- Gaillefontaine (km 29)
- Formerie D 919 (km 37)

### D'Abancourt à Poix-de-Picardie (D 919)
- Abancourt D 919 (km 44)
- Bernapré, commune de Romescamps (km 48)
- Saint-Clair, commune de Hescamps (km 50)
- Hescamps (km 52)
- Thieulloy-la-Ville (km 57)
- Lachapelle-sous-Poix (km 60)
- Poix-de-Picardie D 919 (km 63)

### D'Amiens à Hédauville (D 919)
- Amiens D 919 (km 90)
- Beaucourt-sur-l'Hallue (km 105)
- Contay (km 109)
- Vadencourt (km 110)
- Warloy-Baillon (km 112)
- Hédauville D 919 (km 117)

### D'Hédauville à Arras (D 919)
- Hédauville D 919 (km 117)
- Mailly-Maillet (km 122)
- Serre, commune de Puisieux (km 129)
- Puisieux (km 130)
- Bucquoy (km 134)
- Ayette (km 138)
- Boiry-Sainte-Rictrude (km 142)
- Beaurains (km 148)
- Achicourt (km 149)
- Arras D 919 (km 152)

### De Saint-Laurent-Blangy à Carvin (D 919)
- Saint-Laurent-Blangy D 919 (km 155)
- Bailleul-Sir-Berthoult (km 161)
- Arleux-en-Gohelle (km 165)
- Bois-Bernard (km 168)
- Drocourt (km 169)
- Hénin-Beaumont (km 173)
- Courrières (km 179)
- Carvin D 919 (km 189)